# Malindi

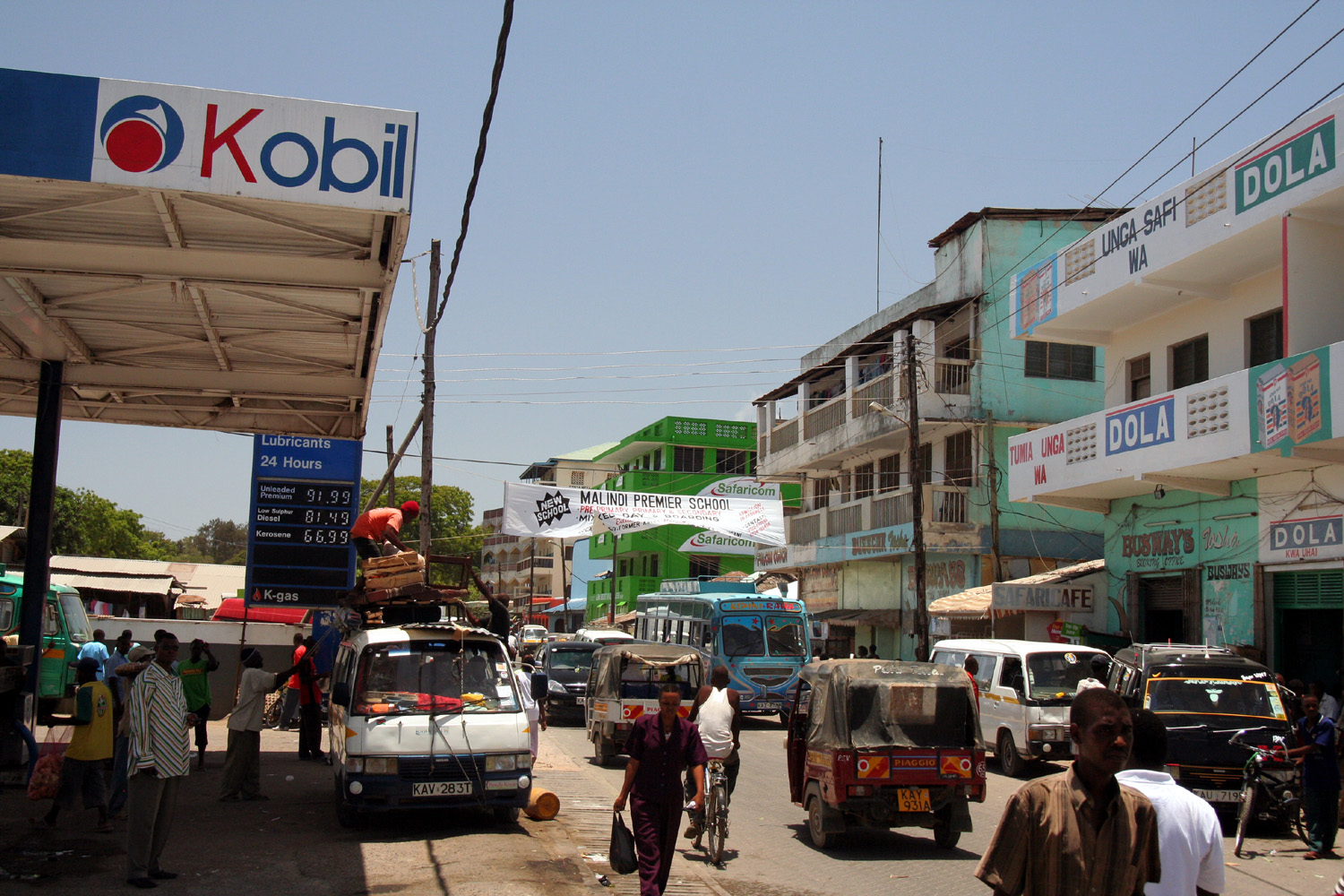
Centrala Malindi.

Malindi är huvudort i distriktet Malindi i provinsen Kustprovinsen i Kenya. Centralorten hade 84 150 invånare vid folkräkningen 2009, med 207 253 invånare i hela kommunen.
Orten har en flygplats.